# Luis Augusto Símon
Luis Augusto Símon (Aguaí) é um jornalista esportivo brasileiro. É conhecido como "Menon", um apelido de infância.
É bastante conhecido nas redes sociais através do nome "Blog do Menon". Atualmente, seu blog está hospedado no portal UOL.

## Carreira
É formado em engenharia, em 1970, mas não chegou a exercer a profissão.
Começou a sua carreira jornalística em 4 de maio de 1988, no Popular da Tarde. Também trabalhou nos jornais Gazeta Esportiva, Diário Popular, Lance!, Jornal da Tarde e na revista ESPN.
Desde o início da profissão, com breve interrupção e até 2010, foi setorista, atuando em times como Corinthians e São Paulo.
Em 1991 cobriu o Pan de Havana, cobriu o Mundial de 1994, 2002 e 2006.
Em 2008, lança o livro A Saga Corintiana – A maior prova de amor da Fiel ao Timão, que retrata a trajetória do Corinthians desde o rebaixamento no Campeonato Brasileiro de 2007 ao título da Série B do ano seguinte.
Em 2009, lança o livro Tricolor Celeste, sobre quatro jogadores da seleção uruguaia que fizeram história no São Paulo: Pablo Forlán, Pedro Rocha, Darío Pereyra e Diego Lugano. No mesmo ano, junto do também jornalista Marcelo Prado, publica Nascido Para Vencer, sobre fatos marcantes da história do São Paulo Futebol Clube.
No ano seguinte, sai Os Donos do Mundo – Pela Primeira Vez a História de Todos os Campeões Mundiais Contada com Detalhes, escrito a 4 mãos com Rubens Leme da Costa.

### Livros
- A Saga Corintiana – A maior prova de amor da Fiel ao Timão (Publisher Brasil, 2008)
- Nascido Para Vencer - com Marcelo Prado (2009)
- Tricolor Celeste (Publisher Brasil, 2009)
- Os 11 Maiores Goleiros do Futebol Brasileiro (Editora Contexto, 2010)[15]
- Os Donos do Mundo – Pela Primeira Vez a História de Todos os Campeões Mundiais Contada com Detalhes - com Rubens Leme da Costa (Editora Leitura, 2010)
- Gol de Ouro - A história do futebol nos Jogos Olímpicos - com Adalberto Leister Filho (Editora Letras do Brasil, 2016)[16]

### Prêmios
Ganhou seis vezes o Prêmio ACEESP (Associação dos Cronistas Esportivos do Estado de São Paulo) de melhor mídia, na categoria de blog.
| Ano  | Prêmio                                                                     | Categoria                     | Resultado | Ref.   |
| ---- | -------------------------------------------------------------------------- | ----------------------------- | --------- | ------ |
| 2016 | Troféu ACEESP (Associação dos Cronistas Esportivos do Estado de São Paulo) | Opinião (Colunista/Bloqueiro) | Indicado  | [ 19 ] |
| 2017 | Troféu ACEESP (Associação dos Cronistas Esportivos do Estado de São Paulo) | Opinião (Colunista/Bloqueiro) | Venceu    | [ 20 ] |
| 2018 | Troféu ACEESP (Associação dos Cronistas Esportivos do Estado de São Paulo) | Opinião (Colunista/Bloqueiro) | Venceu    | [ 21 ] |
| 2019 | Troféu ACEESP (Associação dos Cronistas Esportivos do Estado de São Paulo) | Opinião (Colunista/Bloqueiro) | Venceu    | [ 22 ] |
| 2020 | Troféu ACEESP (Associação dos Cronistas Esportivos do Estado de São Paulo) | Opinião (Colunista/Bloqueiro) | Venceu    | [ 23 ] |
| 2021 | Troféu ACEESP (Associação dos Cronistas Esportivos do Estado de São Paulo) | Opinião (Colunista/Bloqueiro) | Venceu    | [ 24 ] |
| 2022 | Troféu ACEESP (Associação dos Cronistas Esportivos do Estado de São Paulo) | Opinião (Colunista/Bloqueiro) | Venceu    | [ 25 ] |